# Лунь (река)
Лунь (Лоньйок) — река в России, протекает по Мурманской области. Впадает в Серебрянское водохранилище. Ранее устье реки находилось в 103 км по правому берегу реки Воронья. Длина реки составляла 25 км, площадь водосборного бассейна 186 км².

## Данные водного реестра
По данным государственного водного реестра России относится к Баренцево-Беломорскому бассейновому округу, водохозяйственный участок реки — Воронья от истока до гидроузла Серебрянское 1, включая озеро Ловозеро. Речной бассейн реки — бассейны рек Кольского полуострова, впадает в Баренцево море.
Код объекта в государственном водном реестре — 02010000712101000003639.